# Inukami!
Inukami! (яп. いぬかみっ! инуками!) — серия «лайт-новел», адаптированных в мангу и аниме. «Инуками!» рассказывает о приключениях Инуками (досл. собачей богини) Ёко и её хозяина Кэйты Кавахира. В апреле 2007 года вышел короткометражный фильм.

## Сюжет
Кавахира Кэйта — потомок могучего клана, способного призывать Инуками. Инуками, в переводе с японского «собачий бог», — доброжелательные существа, которые обладают духовными силами. Они — демоны в обличии собаки, которые могут принимать человеческую форму. Кэйта «обычный» подросток, который обожает деньги и девчонок. Он первоначально не имеет Инуками, но вдруг узнаёт, что красивая Ёко хочет стать его Инуками. Кэйта становится вне себя от радости. Тем не менее, его радость была недолгой когда он обнаруживает, что она почти неуправляемая. Вместе они борются с силами зла.

## Персонажи
Ёко (яп. ようこ ё:ко) — главная героиня сериала. Она обладает двумя способностями. Первая — «Дзяэн» (яп. 蛇炎 Дзяэн, змеиное пламя), выглядит как огненный шар, срывающийся с кончиков пальцев. «Дай-Дзяэн» (яп. 大蛇炎 Дайдзяэн, огромное змеиное пламя) — улучшенное первое заклинание, и файербол значительно больше и мощнее. Вторая способность — «Сюкути» (яп. 縮地), позволяет перемещать и телепортировать объекты. Ёко бесстрашна перед лицом опасности в виде злобных духов, но ужасно боится собак. В последующих сериях выясняется, что Ёко не совсем Инуками, а скорее Лиса (яп. 狐 кицунэ) (чем и объясняется её нелюбовь к собакам) и к тому же дочь легендарного Дай Ёко. Да и её встреча с Кэйтой не так уж случайна.
Кэйта Кавахира (яп. 川平 啓太 Кавахира Кэйта) — главный герой серии. Он постоянно флиртует с обычными девчонками; позже узнаётся, что Кэйта боится того, что, если он будет любить Ёко, то может стать отцом щенков, а не нормальных детей. За свои нарушения Ёко его часто наказывает, потому что он ей обещал, что будет только с ней. Кэйта носит ошейник как символ их связи. Кэйта обладает значительной физической силой, может делать резиновых лягушек, наделённых духовной силой, которых он кидает во врага. Несмотря на его недостатки, Кэйта имеет значительные положительные качества; он обычно бесстрашный и добрый к своим друзьям и людям под его защитой. А ещё он умеет выполнять все домашние обязанности.
Сэйю — Дзюн Фукуяма

## Инуками в японской мифологии
Инуками (инугами) — это могучие звери, принимающие форму собаки или человека. Их истинным предназначением было уничтожение зла. Однако, вместе с кланами, способными их призвать, они продолжают сражаться со злыми духами.